# 야이즈역
야이즈역(일본어: 焼津駅 야이즈에키[*])은 일본 시즈오카현 야이즈시에 있는 도카이 여객철도의 철도역이다.

## 역 구조
섬식 1면 2선 구조의 지상역이다. 여러 개의 측선이 설치되어 있다. 역사는 선상 구조로, 남북을 잇는 통로로도 쓰이고 있다.
역장과 역원이 배치된 직영역으로, 니시야이즈역을 관리하고 있다.

### 승강장
| 1 | ■ 도카이도 본선 | 하마마쓰 · 도요하시 방면 |
| 2 | ■ 도카이도 본선 | 시즈오카 · 누마즈 방면   |

## 역세권 정보
- 야이즈시청사
- 국도 제150호선

## 역사
- 1889년 4월 16일 - 관설철도 (뒷날의 일본국유철도) 도카이도 본선 시즈오카 역 ~ 하마마쓰 역 구간의 개통과 동시에 개업.
- 1987년 4월 1일 - 민영화에 따라 도카이 여객철도의 소속이 되었다.
- 2008년 3월 1일 - TOICA의 사용이 개시되었다.

## 인접역
| 도카이 여객철도 도카이도 본선 | 도카이 여객철도 도카이도 본선 | 도카이 여객철도 도카이도 본선     |
| ----------------------------- | ----------------------------- | --------------------------------- |
| 모치무네 시즈오카·아타미 방면 | ■ 도카이도 본선               | 니시야이즈 하마마쓰·도요하시 방면 |